# Heer en Keer
Heer en Keer is een voormalige gemeente in de Nederlandse provincie Limburg. De gemeente bestond, zoals de naam al aangeeft, uit twee kernen: Heer en Keer. Tot de Franse tijd was Heer en Keer een van de Elf banken van Sint-Servaas onder de jurisdictie van het Sint-Servaaskapittel. Keer groeide na verloop van tijd vast aan de nabijgelegen plaats Cadier, waarna men in 1828 een gemeentelijke herindeling doorvoerde. Vanaf dat jaar ging Heer zelfstandig verder en vormde Keer samen met Cadier de nieuwe gemeente Cadier en Keer. Deze ging in 1982 op in de gemeente Margraten, die op 1 januari 2011 op haar beurt weer opging in Eijsden-Margraten. Heer had al in 1970 de zelfstandigheid verloren, toen het werd geannexeerd door "grote buur" Maastricht.